# Myiopharus nitidiuscula
Myiopharus nitidiuscula là một loài ruồi trong họ Tachinidae.